# 同步電動機

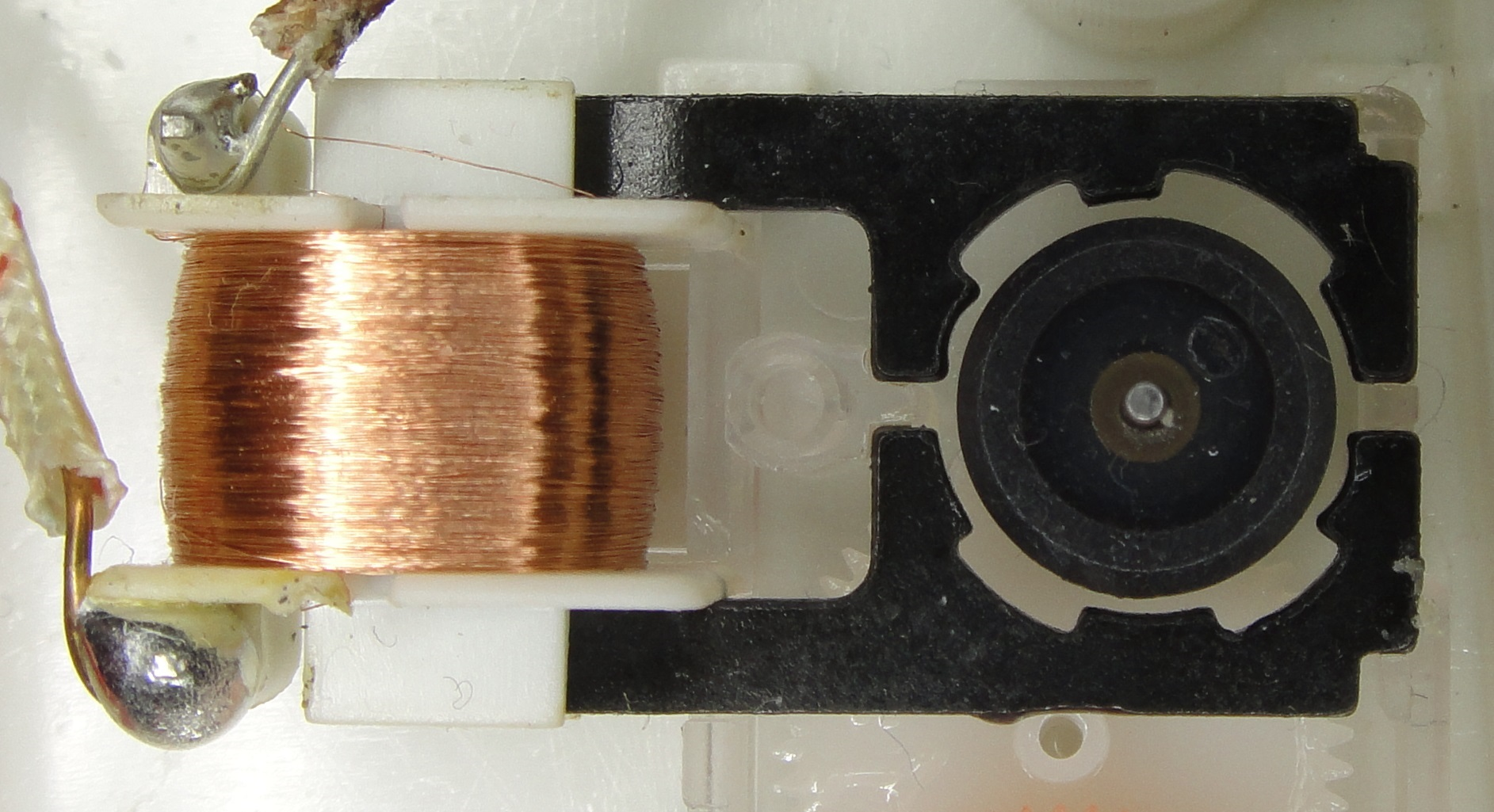
模拟时钟中使用的微型同步电动机。 转子由永磁体制成。

同步电动机是種交流电动机， 轉子旋轉速度與所提供交流電的角頻率相同。原理是在轉子勵磁繞組中通以直流電流後電機內產生轉子磁場，從而使电动机轉子旋轉。
同步电动机的轉子主要為電磁鐵或永久磁鐵，使用永久磁鐵的稱為永磁同步电动机，若有電路提供轉子電源的，即屬於雙饋型電動機。同步電動機的定子所產生的旋轉磁場吸引轉子磁場的異極，使轉子隨著定子磁場旋转，在穩定狀態下，將以相同的速度旋转。
同步电动机的特點是轉速固定，不受電源電壓的影響。只要电动机的負載低於其最大轉矩，轉速也不會受負載的影響。因此小型的同步機可以應用在電子時鐘、工業用定時器，或是要求精確等速的系統如磁帶錄音機、伺服機構。由於這種特性，同步电动机只能通過使用變頻器調整电动机的電源頻率來進行調速。
無載的同步机即是同步调相机（Synchronous Condenser），其电流相位超前于电压，為一个電容性负载。因此，若一供电系统的負載為落後的功率因數，可以使用無載的同步电动机来改进其功率因数，但此方法的運作成本十分高。現在，電力公司可使用静止无功补偿器（Static VAR Compensator）來提供無功功率。

## 类型

### 电励磁式
电励磁同步电机不能自动启动，所以在转子上还装有鼠笼式绕组而作为电动机启动之用，结构与异步电动机相似。电动机旋转之后，其速度慢慢增高到稍低于旋转磁场的转速，此时转子磁场线圈经由直流电来激励，使转子上面形成一定的磁极，这些磁极就企图跟踪定子上的旋转磁极，这样就增加电动机转子的速率直至与旋转磁场同步旋转为止。

### 永磁无刷
永磁同步馬達（permanent-magnet synchronous motor，縮寫：PMSM）是指一種轉子用永久磁鐵代替繞線的同步馬達。

### 磁阻式
磁阻馬達（Reluctance motor）可以再細分為同步磁阻馬達（Synchronous reluctance motors，縮寫：SynRM）和切換式磁阻馬達（Switched Reluctance Motor，縮寫：SRM）。

## 轉速
同步电动机的同步轉速可由以下式子算出。

每分鐘轉速為：
{\displaystyle n_{s}=60{\frac {f}{P}}=120{\frac {f}{p}}}
或以角速度表達：
{\displaystyle \omega _{s}=2\pi {\frac {f}{P}}=4\pi {\frac {f}{p}}}
其中
- {\displaystyle f}是交流電流的頻率(Hz)
- {\displaystyle p}是磁極數量
- {\displaystyle P}是每對磁極數量({\displaystyle P=p/2})

## 穩定性極限

### 电动机
{\displaystyle \mathbf {T} ={\mathbf {T_{max}} }{\sin \delta }}
其中
{\displaystyle \mathbf {T} } 是转矩
{\displaystyle \delta } 是转矩角
{\displaystyle \mathbf {T_{max}} } 是最大转矩
這裡
{\displaystyle \mathbf {T_{max}} ={\frac {{\mathbf {3} }{\mathbf {V} }{\mathbf {E} }}{{\mathbf {X_{s}} }{\omega _{s}}}}}
如果負載增加，转矩角會增加。當转矩角達到90度，转矩達到最大值。如果負載再增加，電機將會失去同步状態。

### 發電機
如果是發電機，則變成
{\displaystyle \mathbf {P} ={\mathbf {P_{max}} }{\sin \delta }}
其中
{\displaystyle \delta } 是發電機與電網電壓的相差（若相差是零，即兩者電壓相同，沒有電流和功率輸出）